# コール郡 (オクラホマ州)
座標: 北緯34度36分 西経96度18分 / 北緯34.60度 西経96.30度
コール郡（コールぐん、英: Coal County）は、アメリカ合衆国のオクラホマ州にある郡。2000年時点での人口は6,031人で、郡庁所在地はコールゲート (Coalgate)。

## 地理
アメリカ合衆国国勢調査局によると、この郡は総面積1,350 km2 (521 mi2) である。このうち1,342 km2 (518 mi2)が陸地で、8 km2 (3 mi2) が河川や湖沼などの水域である。総面積のうち0.59%が水域となっている。

### 幹線道路
- 国道75号線
- 州道3号線
- 州道31号線
- 州道43号線
- 州道48号線

### 隣接する郡
- ヒューズ郡（北）
- ピッツバーグ郡（北東）
- アトカ郡（東と南）
- ジョンストン郡（南西）
- ポントトク郡（西）

## 人口動静

2000年の時点での郡の人口ピラミッド

2000年の国勢調査によると、コール郡には6,031人、2,373世帯、及び1,653家族が暮らしている。人口密度は4/km2 (12/mi2) で、2/km2 (5/mi2) の平均的な密度に2,744軒の住居が建っている。この郡の人種の構成は白人75.18%、黒人（アフリカ系アメリカ人）0.36%、先住民17.31%、アジア系0.32%、太平洋諸島系はおらず、その他の人種0.75%、及び混血6.09%で、2.14%の人々がヒスパニックまたはラテン系である。郡民の94.6%が英語、3.0%がスペイン語、1.1%がドイツ語、1.1%がチョクトー語をそれぞれの母語としている。
コール郡に住む2,373世帯のうち、30.70%は18歳未満の子供と暮らしており、55.20%は夫婦で生活している。10.60%は未婚の女性が世帯主であり、30.30%は家族以外の住人と同居している。27.30%は独居で、全世帯の14.30%は65歳以上の独居老人世帯である。1世帯あたりの平均人数は2.51人であり、家庭の場合は3.05人である。
郡の住民は26.60%が18歳未満の子供で、18歳以上24歳以下が7.70%、25歳以上44歳以下が25.30%、45歳以上64歳以下が22.50%、および65歳以上が17.90%となっている。平均年齢は38歳である。女性100人ごとに対して男性は96.30人いて、18歳以上の女性100人ごとに対して男性は92.90人いる。
郡の世帯ごとの平均収入は23,705米ドルで、家族ごとでは28,333米ドルである。男性の22,721米ドルに対して女性は18,419米ドルの平均的な収入がある。この郡の一人当たりの収入 (per capita income) は12,013米ドルである。総人口の23.10%、家族の18.50%は貧困線以下である。18歳未満の子供の27.90%および65歳以上の20.90%は貧困線以下の生活を送っている。

## 都市および町
- ブロマイド (en:Bromide, Oklahoma)
- カリオ (Cario)
- セントラホマ (en:Centrahoma, Oklahoma)
- クラリタ (en:Clarita, Oklahoma)
- コールゲート (en:Coalgate, Oklahoma)
- コットンウッド (Cottonwood)
- リーハイ (en:Lehigh, Oklahoma)
- オルニー (Olney)
- フィリップス (en:Phillips, Oklahoma)
- テューペロ (en:Tupelo, Oklahoma)

## NRHPの史跡
コール郡では下記の地点がアメリカ合衆国国家歴史登録財 (NRHP) に登録されている。
- コールゲート・スクールの体育館・講堂（コールゲート）
- ベンジャミン・フランクリン・スモールウッド・ハウス（リーハイ）